# Mohamed Kader Meïté
Pour les articles homonymes, voir Meité.
Mohamed Kader Meïté, né le 11 octobre 2007 à Créteil (Val-de-Marne), est un footballeur français qui évolue au poste d'attaquant au Stade rennais FC.

## Biographie

### Jeunesse et formation
Mohamed Kader Meïté naît le 11 octobre 2007 à Créteil, dans le Val-de-Marne, de parents d'origine ivoirienne,. Formé dans différents clubs de la région parisienne, il rejoint par la suite le centre de formation du Stade rennais FC et est promu membre de l'équipe réserve en 2024,.

### En club
Le 5 novembre 2024, il signe son premier contrat professionnel avec le Stade rennais FC pour une durée de trois ans et demi, soit jusqu'en juin 2028,,. Le 10 novembre 2024, il dispute son premier match avec les Rouge et Noir lors d'un match de championnat contre le Toulouse FC (défaite, 0-2),. Durant la saison 2024-2025 du Stade rennais FC et sous la houlette d'Habib Beye, il est régulièrement convoqué avec l'équipe première et enchaîne les matchs puis les titularisations.
Le 18 avril 2025, il inscrit son premier but en professionnel lors du derby breton contre le FC Nantes et permet à son équipe de remporter la rencontre face à son rival (victoire, 2-1),,. Il devient, à 17 ans et 189 jours, le troisième plus jeune buteur de l’histoire de son club en Ligue 1, derrière Eduardo Camavinga (17 ans et 35 jours) et Désiré Doué (17 ans et 89 jours).
Le 24 mai 2025, la génération 2007 du Stade rennais FC, emmenée notamment par Kader Meïté, remporte la Coupe Gambardella en s'imposant en finale face au Dijon FCO au Stade de France (victoire, 3-2),,. Lors de cette finale, il marque le but décisif à la 89e minute en reprenant un centre de Lucas Rosier au second poteau, offrant un quatrième sacre dans la compétition aux Rouge et Noir,.

### En sélection nationale
Le 7 mai 2024, il est retenu dans la liste des vingt joueurs de l'équipe de France des moins de 17 ans pour disputer le Championnat d'Europe des moins de 17 ans prévu du 20 mai au 5 juin à Chypre. La France termine à la 3e place de son groupe et est éliminée malgré deux victoires, contre l'Espagne et le Portugal, et une défaite, contre l'Angleterre,,.

## Statistiques

### En club
| Saison                | Club                  | Championnat           | Championnat | Championnat | Championnat | Coupe(s) nationale(s) | Coupe(s) nationale(s) | Coupe(s) nationale(s) | Total | Total | Total |
| Saison                | Club                  | Division              | M.          | B.          | P.d.        | M.                    | B.                    | P.d.                  | M.    | B.    | P.d.  |
| 2024-2025             | Stade rennais FC      | Ligue 1               | 12          | 2           | 0           | 1                     | 0                     | 0                     | 13    | 2     | 0     |
| 2025-2026             | Stade rennais FC      | Ligue 1               | 1           | 0           | 0           | 0                     | 0                     | 0                     | 1     | 0     | 0     |
| Total sur la carrière | Total sur la carrière | Total sur la carrière | 13          | 2           | 0           | 1                     | 0                     | 0                     | 14    | 2     | 0     |

## Palmarès

### En club
Formé au Stade rennais FC, Kader Meïté remporte avec le club breton la Coupe Gambardella en 2025.
| Stade rennais FC (1)                          |
| --------------------------------------------- |
| - Coupe Gambardella (1) : - Vainqueur en 2025 |

### Distinctions personnelles
- Golden Kid Pro en 2025[24],[25],[26]